# Dichaetomyia seyrigi
Dichaetomyia seyrigi är en tvåvingeart som beskrevs av Seguy 1938. Dichaetomyia seyrigi ingår i släktet Dichaetomyia och familjen husflugor.
Artens utbredningsområde är Madagaskar. Inga underarter finns listade i Catalogue of Life.